# The Two Mrs. Carrolls
The Two Mrs. Carrolls – amerykański film noir w reżyserii Petera Godfreya z 1947 roku.

## Fabuła
Niestabilny emocjonalnie artysta Geoffrey Carroll (Humphrey Bogart) romansuje z Sally (Barbara Stanwyck), ale nie mówi jej tego, że jest żonaty. W domu maluje obraz żony jako anioła śmierci i truje ją. Wkrótce żeni się z Sally i zamierza namalować kolejny taki obraz.

## Obsada
- Humphrey Bogart – Geoffrey Carroll
- Barbara Stanwyck – Sally Morton Carroll
- Alexis Smith – Cecily Latham
- Nigel Bruce – doktor Tuttle